# 柔らかい肌
『柔らかい肌』（やわらかいはだ、原題: La Peau douce）は、フランソワ・トリュフォーの監督による、1964年のフランスの長編映画である。第17回カンヌ国際映画祭に出品された。

## ストーリー
バルザックの評論も書いている著名な評論家ピエール・ラシュネーは、リスボンへの講演旅行の途中で、美しいスチュワーデスのニコル・ショメットと出会う。ニコルもまたピエールに魅かれ、リスボンのホテルで2人は関係を持つ。その日から、ピエールのスリリングな二重生活が始まる。ピエールには長年連れ添った妻フランカがいたが、2人の恋は徐々に深みにはまっていく。

## キャスト
| 役名                 | 俳優                         | 日本語吹替 |
| -------------------- | ---------------------------- | ---------- |
| ピエール・ラシュネー | ジャン・ドサイ               | 小山田宗徳 |
| ニコル・ショメット   | フランソワーズ・ドルレアック | 池田昌子   |
| フランカ・ラシュネー | ネリー・ベネデッティ         | 初井言栄   |
| クレマン             | ダニエル・セカルディ         | 加茂嘉久   |
| ミシェル             | ジャン・ラニエ               |            |
| オディル             | ポール・エマニュエル         |            |
| サビーヌ             | サビーヌ・オードパン         | 菅谷政子   |
| イングリッド         | ローランス・バディ           | 平井道子   |
| フランク             | ジェラール・ポワロ           |            |

※初回放送1971年7月8日『木曜洋画劇場』

## 解説

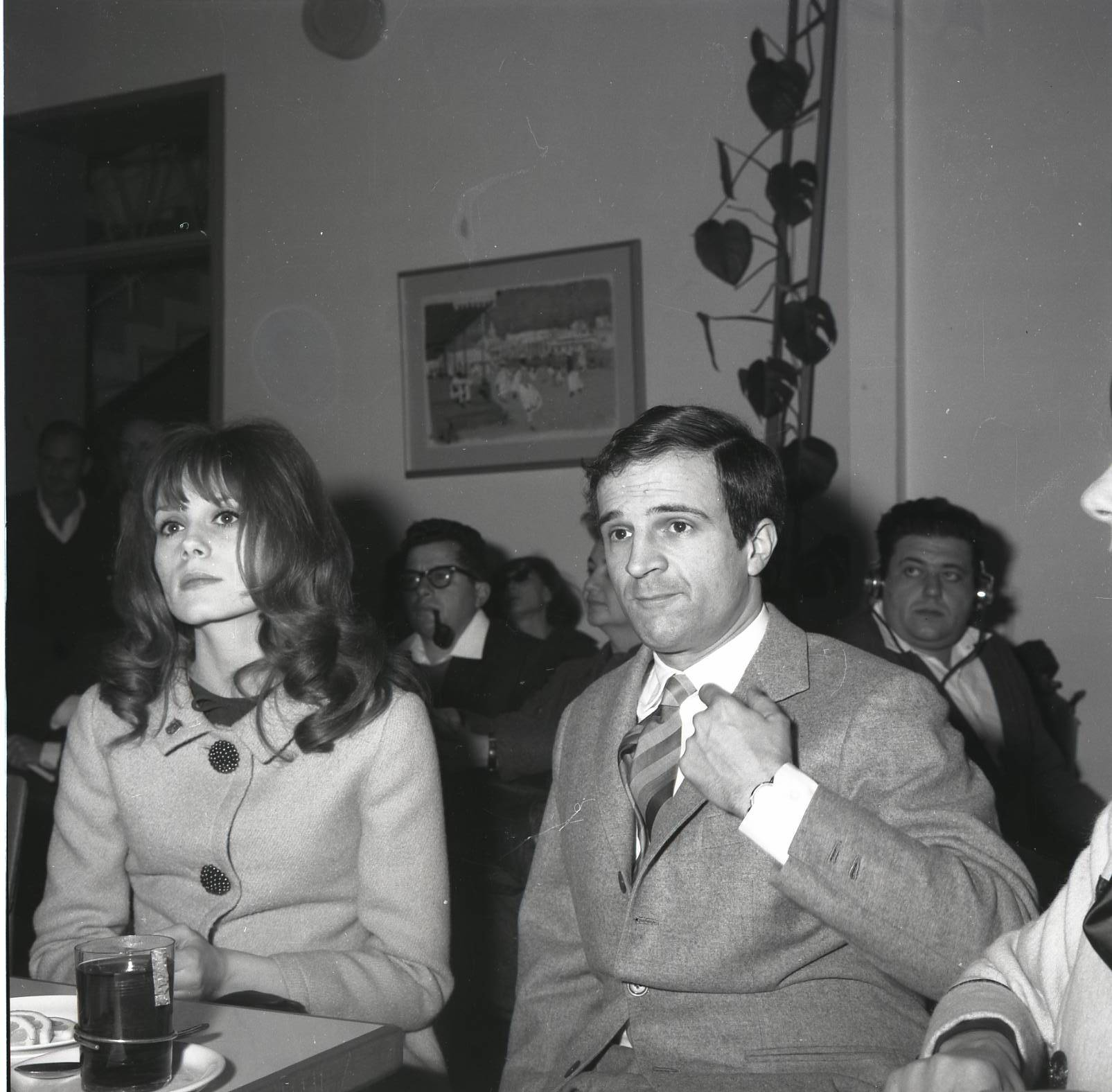
フランソワーズ・ドルレアック、フランソワ・トリュフォー

- 「ラシュネー」はトリュフォーの親友のロベール・ラシュネーから。トリュフォーは自分のペンネームにもその姓を使ったことがある。
- パリ＝オルリー空港、ランス、リスボンなどでロケが行われた。
- ランスの映画館で上映されたアンドレ・ジッドの映画は、ジッドの元愛人であるマルク・アレグレ監督のドキュメンタリー『アンドレ・ジッドとともに』。また、この映画館に貼られているのはマルセル・オフュルス監督の『バナナの皮』とジャン・コクトー監督の『オルフェの遺言』のポスター。
- 予算節約のため、講演会の客席のカットは『二十歳の恋』での音楽会の客席のカットを流用した。そのため、客席にはジャン＝ピエール・レオの姿が見える。ちなみに、このとき彼は助監督として撮影現場で働いていた。
- ニコルがリスボンのホテルで泊まる部屋の番号は813。この数字はモーリス・ルブランのアルセーヌ・ルパンものの一作『813』にちなんだもので、以後のトリュフォー映画にも頻出する。
- ピエールとニコルが泊まる宿の名前「ラ・コリニエール」はジャン・ルノワール監督の『ゲームの規則』の舞台となる館の名前と同じ。
- フランカにナンパして罵られる男は、共同シナリオライターのジャン＝ルイ・リシャール。
- 第17回カンヌ国際映画祭では良い評価を得られなかった[2]。